# エスタディオ・エル・トラリン
エスタディオ・エル・トラリン（Estadio El Toralín）は、スペイン・カスティーリャ・イ・レオン州レオン県ポンフェラーダにあるサッカー専用スタジアム。SDポンフェラディーナがホームスタジアムとして使用している。

## 概要
2000年9月5日、隣接するガリシア州のビーゴに本拠地を置くセルタ・デ・ビーゴとSDポンフェラディーナの試合でこけら落としとなり、セルタが2-0で勝利を飾った。なお、スタジアム名の「エル・トラリン」とはこのスタジアムのある地区の名前から取られている。
2011-12シーズン、コパ・デル・レイのベスト32でレアル・マドリードと対戦することが決定すると、スタジアムの収容人数を一時期的に増やすために仮設スタンドの建設が行われ、最大8,800人を収容できるように工事が進められた。

## ギャラリー

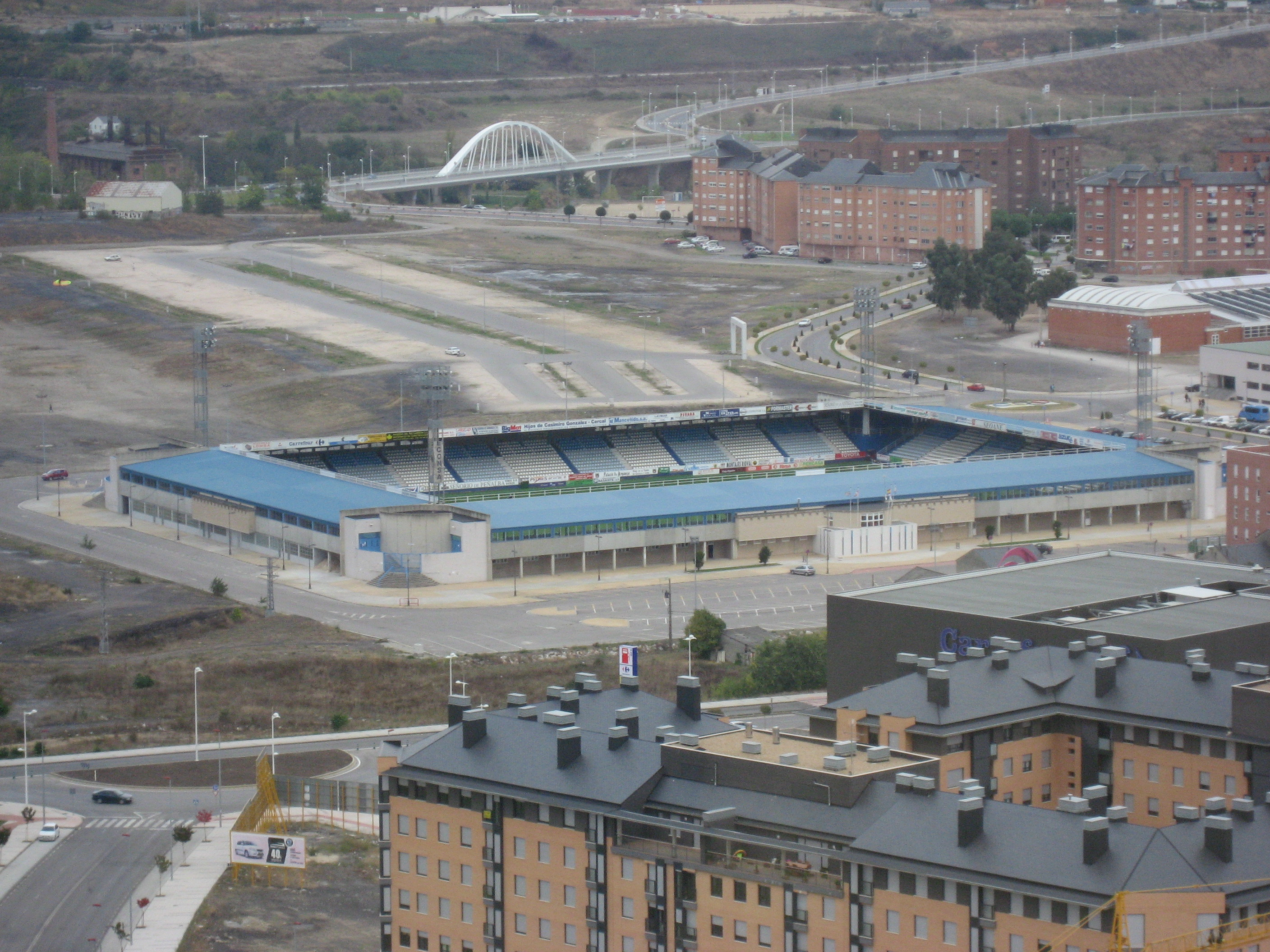
スタジアムの空撮 (2008年)
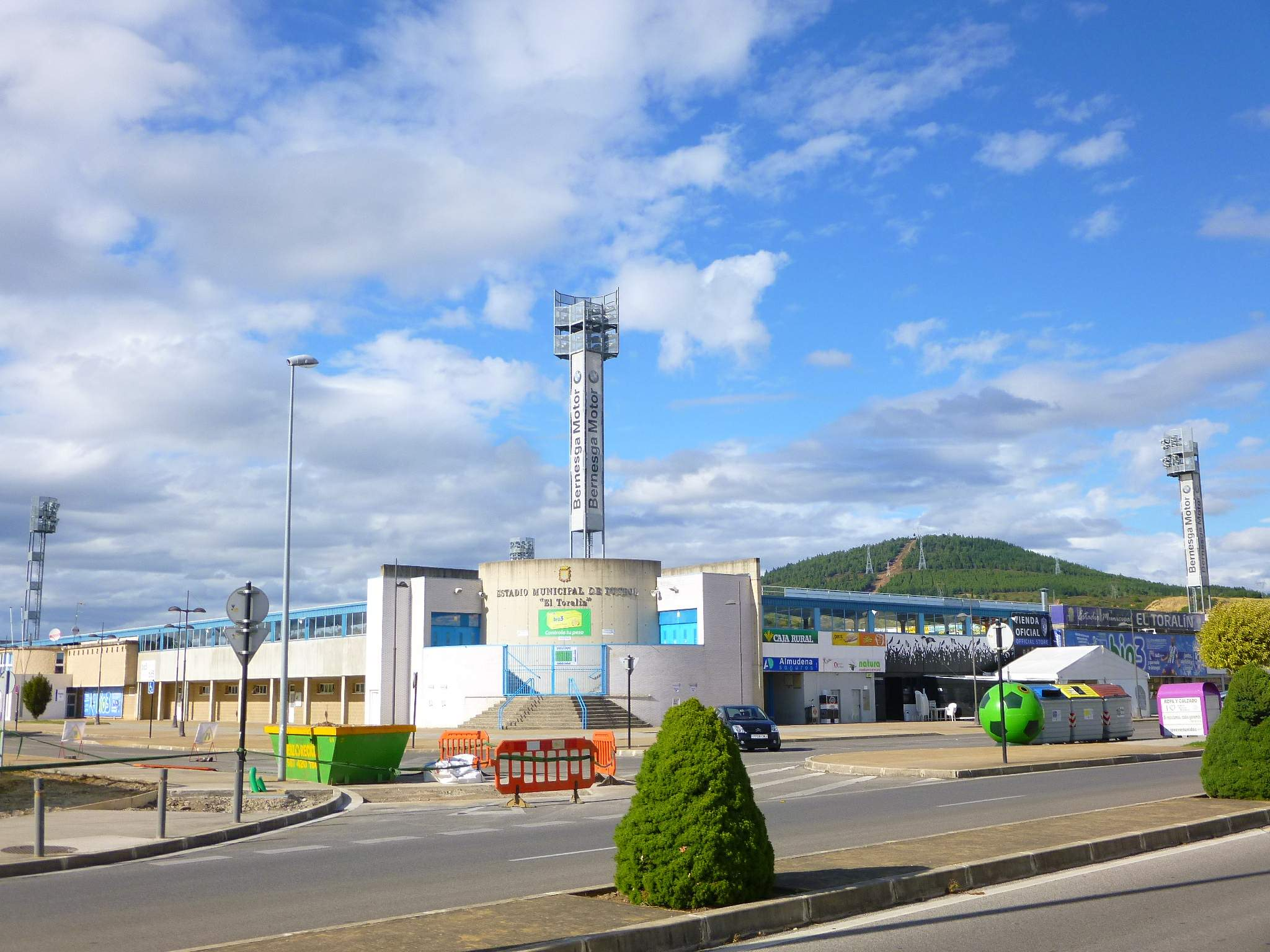
2016年の外観
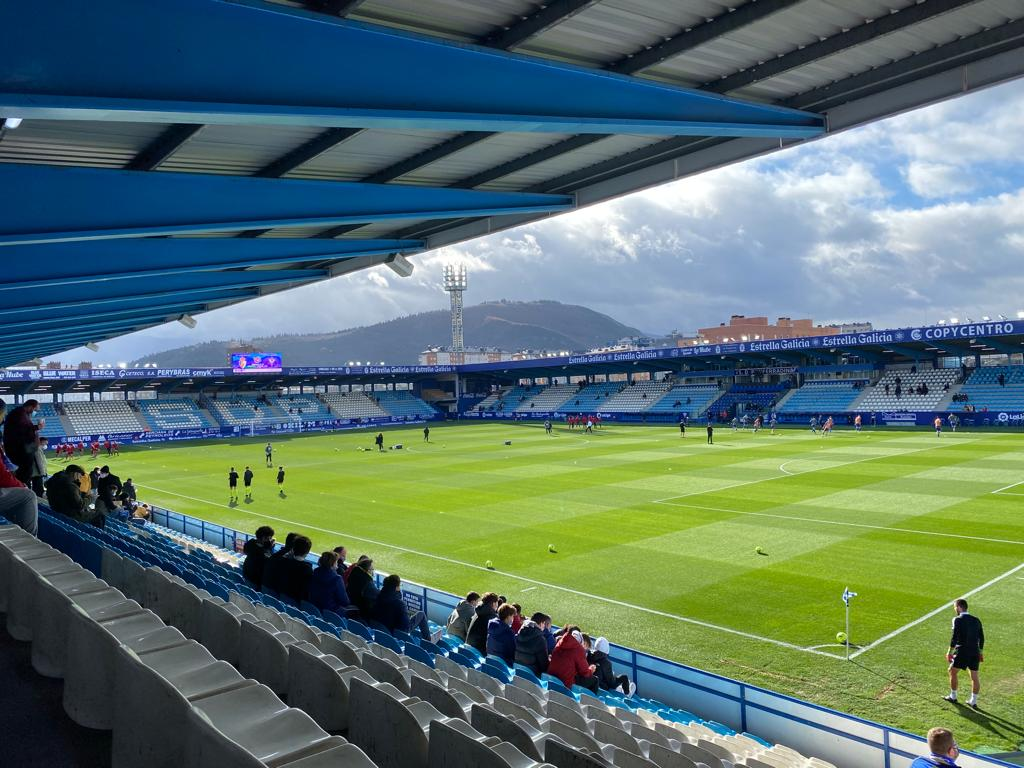
2021年の内観
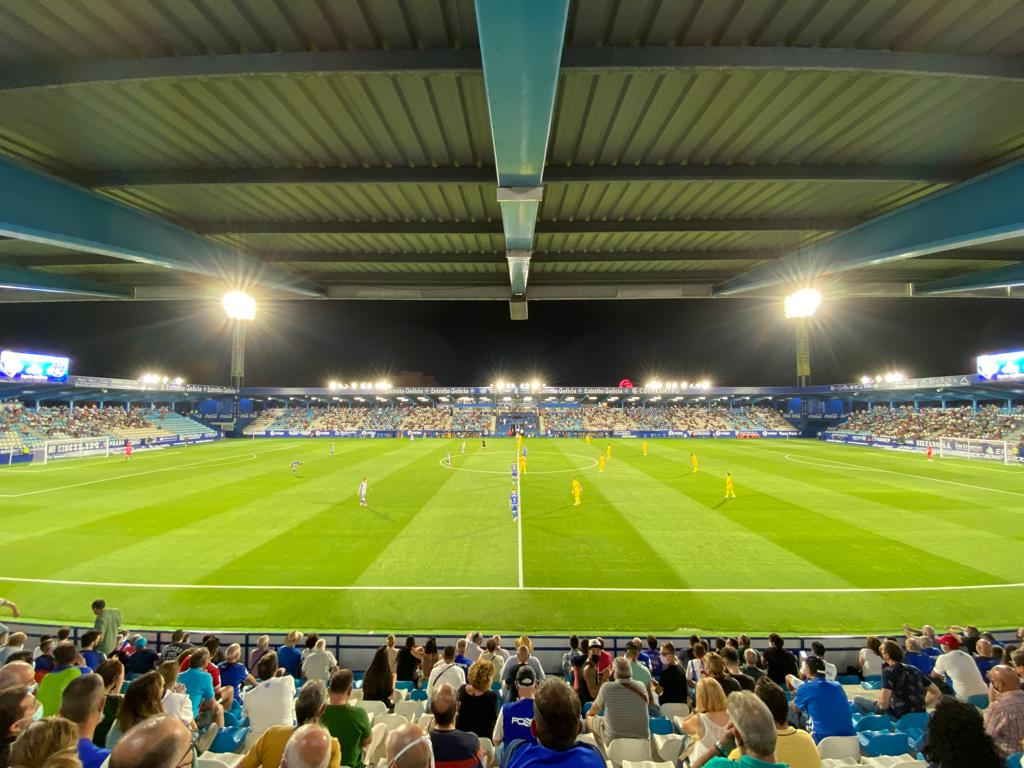
2021年の内観 (夜)